# Juan Domecq
Juan Carlos Domecq Fortuondo (ur. 10 czerwca 1950) – kubański koszykarz. Brązowy medalista olimpijski z Monachium.
Brał udział w dwóch igrzyskach (IO 72, IO 76). W 1972 Kubańczycy zajęli trzecie, a w 1976 siódme miejsce. W 1971 był brązowym medalistą igrzysk panamerykańskich. Brał również udział w mistrzostwach świata w 1970 i 1974 (czwarte miejsce).